# Asociația Europeană a Producătorilor de Automobile
Asociația Europeană a Producătorilor de Automobile (AEPA) este o organizație fondată în 1991, care reprezintă interesele producătorilor europeni de autovehicule.
Cea mai mare realizare a acestei asociații a fost editarea unei norme pentru uleiuri, care simplifică foarte tare alegerea uleiului de la benzinărie de către client.